# Trận Bapaume (1871)
Trận Bapaume là một trận đánh ở miền Bắc nước Pháp, diễn ra vào ngày 3 tháng 1 năm 1871 trong cuộc Chiến tranh Pháp-Phổ. Với thiệt hại không nhỏ cho cả hai phía, đây được xem là một trong những cuộc giao chiến đẫm máu nhất trong chiến tranh, nhưng kết thúc bế tắc: tuy rằng quân đội Pháp do tướng Louis Faidherbe chỉ huy đã giành thắng lợi chiến thuật, quân đội Đức do tướng August von Goeben chỉ huy đã bẻ gãy ý định tiến quân về hướng Nam Paris của viên tướng Pháp, và do đó lợi thế trong cuộc chiến đã nghiêng về người Đức. Trận chiến Bapaume trở thành một trong những chiến thắng của quân đội Đức trước quân đội cộng hòa non trẻ của Pháp trong cuộc chiến tranh, trước khi quân Đức giáng thêm cho nền Đệ tam Cộng hòa Pháp một đòn trí mạng trong trận Le Mans 9 ngày sau đó.
Một trong những đội quân công dân Pháp xuất trận song thảm họa của quân đội Pháp trong trận Sedan là Binh đoàn phía Bắc do tướng Faidherbe chỉ huy. Trong các trận đánh khốc liệt vào cuối tháng 12 năm 1870, Faidherbe đã bị quân Đức đánh bại bất chấp lợi thế áp đảo về mặt quân số. Trong ngày đầu năm 1871, binh đoàn của ông đã hành quân về Péronne ở miền Bắc Pháp, nơi đang bị tướng Goeben của Binh đoàn thứ nhất của Phổ vây hãm. Sau một cuộc tấn công thất bại của đội tiền binh Pháp nhằm vào quân đội Phổ đằng trước Bapaume vào ngày 2 tháng 1 năm 1871, Faidherbe quyết định tiến công đối phương tại Bapaume vào ngày hôm sau. Trong trận đánh tại Bapaume, quân Đức bị quân Pháp áp đảo về quân số (quân Pháp đông gấp 3 lần đối phương). Lực lượng Pháo binh Pháp được ghi nhận là chưa lần nào chiến đấu hiệu quả như trong trận chiến này, mặc dù quân Pháp giành được một số thắng lợi nhỏ nhoi trong suốt cả ngày, những thành tựu này đã trở nên vô ích: quân Pháp đã không thể đập nát đội quân được đào luyện bài bản của Đức. Cuộc tiến công của một sư đoàn Pháp đã bị một số khẩu đội pháo Đức chặn đứng (chính những khẩu đội này đã phá vỡ cánh trái của quân Pháp và buộc họ phải rút chạy), và mặc dù các đợt công kích dữ dội và dồn dập của quân Pháp đã buộc Goeben phải xuống lệnh triệt thoái qua sông Somme vào lúc 6 giờ tối ngày hôm đó, hoặc là do thiệt hại nặng nề của quân đội Pháp, hoặc là do tình trạng thiếu thốn lương thực và thời tiết khắc nghiệt, viên tướng Pháp đã xuống lệnh rút quân và quân Đức cũng rút lui theo thượng lệnh, đến gần Péronne hơn trước.
Mặc dù Faidherbe là một vị tướng tài năng, chất lượng không tốt của binh lính dưới quyền ông ta đã góp phần vuột mất chiến thắng khỏi tay quân Pháp. Với cuộc triệt thoái về phía Bắc đến Arras sau trận Bapaume, Faidherbe đã thất bại trong cố gắng giải vây cho Péronne của mình (cũng như tiến trình cứu thoát Paris của ông ta) và 5 ngày sau trận Bapaume thì Péronne thất thủ. Một nỗ lực khác của người Pháp nhằm giảm áp lực cho Paris trong cuộc vây hãm của người Đức, đã bị quân đội của Goeben đánh bại trong trận St. Quentin vào ngày 19 tháng 1 năm 1871.